# Kris Bright
Kris Bright (* 5. September 1986 in Manukau City) ist ein neuseeländischer Fußballspieler. Der A-Nationalspieler seines Landes ist der Sohn von Dave Bright, der 1982 im neuseeländischen WM-Aufgebot stand.

## Vereinskarriere
Bright begann mit dem Fußballspiel beim Manurewa AFC in seiner Heimatstadt. Mit Waitakere City FC erreichte er 2004 das Finale des Chatham Cups und war Toptorjäger in der Northern League.
Im Sommer 2005 wurde Bright vom A-League-Klub New Zealand Knights neben Sam Jasper und Jeremy Christie als einer von drei vorgeschriebenen Nachwuchsspielern unter Vertrag genommen und zunächst an Waitakere United weitergegeben. Am 27. Oktober 2005 wurde Bright als Ersatz für den verletzten Neil Emblen in den Kader aufgenommen. Bereits zwei Tage später gab er für die Knights sein Ligadebüt gegen die Central Coast Mariners und blieb aufgrund seiner Leistungen auch in der Folgezeit Bestandteil des Spielerkaders. Bis zum Saisonende absolvierte er zwölf Partien, darunter neun als Spieler in der Startaufstellung.
Im August 2006 absolvierte er ein Probetraining beim niederländischen Zweitligisten Fortuna Sittard und erhielt schließlich einen Ein-Jahres-Vertrag. Nach nur einer Saison, in der Bright in elf Spielen lediglich ein Treffer gelang, entschied sich die Klubführung den Vertrag nicht zu verlängern.
Einen neuen Verein fand er mit dem norwegischen Drittligisten Kristiansund BK. In seinen ersten sieben Spielen für den Klub gelangen ihm elf Treffer, bevor ihn ein Beinbruch für ein halbes Jahr vom Spielfeld fernhielt. Nach seinem Comeback konnte er seine gute Torquote aus der Vorsaison bestätigen und schloss die Saison 2008 mit zwölf Treffern ab.
Im Januar 2009 wechselte er zum griechischen Erstligisten Panserraikos, löste seinen dortigen Vertrag aber bereits im Sommer 2009 wieder auf. Im August 2009 unterschrieb er einen Zwei-Jahres-Vertrag beim englischen Viertligisten Shrewsbury Town.

## Nationalmannschaft
Bright kam in der U15-, U16-, U17- und U20-Auswahl Neuseelands zum Einsatz. Er nahm mit der U-17 an der erfolglosen Qualifikation zur U-17-Weltmeisterschaft 2003 teil und scheiterte mit der U-20 in der Qualifikation zur Junioren-WM 2005.
Am 19. November 2008 kam er im bedeutungslosen letzten Spiel des OFC-Nationen-Pokals (und gleichzeitig WM-Qualifikationsspiel) als Einwechselspieler gegen die Fidschi-Inseln zu seinem ersten Einsatz in der A-Nationalmannschaft Neuseelands. Sein erstes Länderspieltor erzielte er im März 2009 bei einer 1:3-Niederlage in einem Freundschaftsspiel gegen Thailand. Im Juni 2009 gehörte Bright zum neuseeländischen Aufgebot beim Konföderationen-Pokal in Südafrika und kam beim Vorrundenaus zu einem Einsatz.